# Haandværkerdagen i Viborg 1916
|  | Denne artikel er oprettet af botten Steenthbot ud fra en ekstern database. Den kan derfor have sproglige fejl eller mangler. Denne skabelon kan fjernes efter kontrol af indholdet. |

Haandværkerdagen i Viborg 1916 er en dansk dokumentarisk optagelse fra 1916.

## Handling
Håndværkerdagen i Viborg 1916. Først ses optoget gå gennem Sct. Mathiasgade. Dernæst festlighederne på Borgvold, hvor masser af mennesker er mødt op til ære for kameraet og almindelig underholdning.